# Tekovský Hrádok
Tekovský Hrádok és un poble i municipi d'Eslovàquia que es troba a la regió de Nitra, al sud-oest del país. La primera menció escrita de la vila es remunta al 1232.

## Demografia
| Godina             | 1994 | 2004   | 2014   | 2024   |
| ------------------ | ---- | ------ | ------ | ------ |
| Nombre de persones | 307  | 327    | 355    | 370    |
| Diferència         |      | +6,51% | +8,56% | +4,22% |

| Godina             | 2023 | 2024   |
| ------------------ | ---- | ------ |
| Nombre de persones | 371  | 370    |
| Diferència         |      | −0,26% |